# Nevesinje (kommun)
Nevesinje är en kommun i Bosnien och Hercegovina.   Den ligger i entiteten Republika Srpska, i den södra delen av landet, 70 km söder om huvudstaden Sarajevo.